# Svend Jørgensen
Svend Marius Jørgensen (1904. – 1992.) je bivši danski hokejaš na travi.
Rodio se na Sjællandu u Danskoj.
Sudjelovao je na Olimpijskim igrama na olimpijskom hokejaškom turniru 1948. u Londonu. Igrao je za Dansku i to u svojoj 43. godini. Danska je ispala u 1. krugu. Uz Otta Buscha, bio je najstarijim igračem danskog izabranog sastava.

## Vanjske poveznice
- Profil na Sports Reference.com  Arhivirana inačica izvorne stranice od 11. siječnja 2012. (Wayback Machine)